# مفوضي القادة في إسرائيل
مفوضي القادة في إسرائيل ينقسموا إلى ثلاث فئات : رئيس الوزراء بالنيابة، ومفوض رئيس الوزراء، ونائب رئيس مجلس الوزراء. المنصبان الأخيران يعتبرا من المناصب الفخرية وليسا من المناصب التنفيذية الرسمية، ولكن يعطي لصاحب المنصب مكان في مجلس الوزراء.